# 열차의 속도 기록
열차의 속도 기록은 열차의 주요 속도 기록을 나열한다.

## 국가별 주요 기록

### 독일
- 1903년 10월 6일: 지멘스-할스케 제작 3상전력 기차 - 203km/h
- 1903년 10월 28일: 아에게 제작 3상전력 전동차 - 210.1km/h
- 1931년: Schienenzeppelin(영어판) - 230.2km/h (가솔린 엔진, 프로펠러 추진)
- 1936년 2월: 독일 국철 DRG Class SVT 877 - 205km/h (디젤)
- 1936년 3월: Borsig 제작 DRG Class 05 - 200.4km/h
- 1939년: 독일 국철 DRG Class SVT 877 - 215km/h(디젤)

### 미국
- 1934년 5월: 파이오니아 제퍼(영어판) -  181km/h
- 1966년 7월 23일: Budd Rail Diesel Car - 295.72km/h (제트 엔진)
- 1967년: UAC - 275km/h (가스 터빈)

### 영국
- 1938년: LNER Class A4 4468 Mallard - 202.6 km/h
- 1973년: Class 252 - 230.4km/h (디젤)
- 1987년: Class 43(HST) - 238km/h (디젤)

### 이탈리아
- 1939년 7월 20일: 전기 급행 열차 FS Class ETR 200 - 203km/h
- 1978년: 펜돌리노 - 250km/h

### 프랑스
- 1954년: 알스톰 제작 SNCF Class CC 7100 - 243km/h
- 1955년 3월 28일: 알스톰 제작 SNCF Class CC 7100 - 320.6km/h
- 1955년 3월 29일: 알스톰 제작 SNCF Class BB 9000 - 330.9km/h
- 1972년 12월 8일: TGV - 318km/h (가스 터빈)
- 1981년 2월 26일: TGV No.16 - 380km/h
- 1988년 12월 12일: TGV No.88 - 408.4km/h
- 1989년 12월 5일: TGV No.325 - 482.4km/h
- 1990년 5월 18일: TGV No.325 - 515.3km/h
- 2006년 12월: TGV - 540km/h
- 2007년 4월 3일: TGV No.4402 - 574.8km/h

### 일본
- 1963년 3월 30일: 신칸센 1000형 전동차 - 256km/h
- 1972년 2월 24일: 신칸센 951형 전동차 - 286km/h
- 1979년 12월 7일: 신칸센 961형 전동차 - 319km/h
- 1992년 8월 8일: 신칸센 500계 900번대 전동차 - 350.4km/h
- 1993년 12월 21일: 신칸센 952형·953형 전동차 - 425km/h
- 1996년 7월 26일: 신칸센 955형 전동차- 443km/h

### 독일
- 1985년(서독): ICE - 300km/h
- 1988년 5월 1일(서독): ICE - 406.9km/h

### 러시아
- 1992년 12월: TEP80 - 271km/h (디젤)

### 스웨덴
- 1993년: X2000 - 276km/h
- 2008년 9월 14일: 봄바디어 레지나- 303km/h (캐나다제)

### 스페인
- 2002년 6월 12일: TalgoXXl - 256.38km/h (디젤)
- 2006년 7월: Siemens Velaro E (AVE S-103) - 403.7km/h (독일제)

### 중국
- 2008년 6월 24일: CRH3 - 394.3km/h
- 2010년 9월 28일: CRH380A - 416.6km/h
- 2010년 12월 3일: CRH380A - 486.1km/h
- 2011년 1월 9일: CRH380BL - 487.3km/h

### 대한민국
- 2012년 9월 9일 - 현대로템 제작 HEMU-430X - 354.6km/h
- 2012년 12월 13일 - 현대로템 제작 HEMU-430X - 380.5km/h
- 2012년 12월 27일 - 현대로템 제작 HEMU-430X - 401.4km/h
- 2013년 3월 28일 - 현대로템 제작 HEMU-430X - 421.4km/h